# كاي هيسه
كاي هيسه (بالألمانية: Kai Hesse)‏ (20 يونيو 1985 في ألمانيا - ) هو لاعب كرة قدم ألماني في مركز الهجوم. شارك مع منتخب ألمانيا تحت 17 سنة لكرة القدم ومنتخب ألمانيا لكرة القدم تحت 18 سنة ومنتخب ألمانيا تحت 19 سنة لكرة القدم. أما مع النوادي، فقد لعب مع شالكه 04 وكيكرز أوفنباخ ونادي كايزرسلاوترن ونادي هوفنهايم ونادي هامبورغ 08 ونادي هوفنهايم ب ‏ وشالكه 04 ب ونادي لوبيك ‏.

## وصلات خارجية
- كاي هيس على موقع قاعدة بيانات كرة القدم.إي يو (الإنجليزية)
- كاي هيس على موقع بيانات كرة القدم. دي إي (الألمانية)
- كاي هيس على موقع Soccerway.com (الإنجليزية)
- كاي هيس على موقع عالم كرة القدم.نت (الإنجليزية)